# River Bottom
River Bottom és una concentració de població designada pel cens dels Estats Units a l'estat d'Oklahoma. Segons el cens del 2000 tenia 265 habitants.

## Demografia
Segons el cens del 2000, River Bottom tenia 265 habitants, 100 habitatges, i 82 famílies. La densitat de població era d'11,1 habitants per km².
Dels 100 habitatges en un 27% hi vivien nens de menys de 18 anys, en un 74% hi vivien parelles casades, en un 6% dones solteres, i en un 18% no eren unitats familiars. En el 16% dels habitatges hi vivien persones soles el 6% de les quals corresponia a persones de 65 anys o més que vivien soles. El nombre mitjà de persones vivint en cada habitatge era de 2,65 i el nombre mitjà de persones que vivien en cada família era de 2,9.
Per edats la població es repartia de la següent manera: un 21,9% tenia menys de 18 anys, un 7,2% entre 18 i 24, un 29,4% entre 25 i 44, un 31,3% de 45 a 60 i un 10,2% 65 anys o més.
L'edat mediana era de 39 anys. Per cada 100 dones de 18 o més anys hi havia 113,4 homes.
La renda mediana per habitatge era de 30.250 $ i la renda mediana per família de 34.250 $. Els homes tenien una renda mediana de 23.125 $ mentre que les dones 19.375 $. La renda per capita de la població era de 13.486 $. Entorn del 6,9% de les famílies i el 7,7% de la població estaven per davall del llindar de pobresa.

## Poblacions més properes
El següent diagrama mostra les poblacions més properes.